# Com matar la pròpia dona
 Com matar la pròpia dona  (títol original en anglès: How to Murder Your Wife) és una pel·lícula dels Estats Units de Richard Quine estrenada el 1965, amb Jack Lemmon i Virna Lisi. Ha estat doblada al català.

## Argument
Stanley Ford (Jack Lemmon) és un autor de còmics d'èxit que conta cada dia les aventures de Bash Brannigan, agent secret. Solter recalcitrant, viu amb el seu majordom Charles Firbank (Terry-Thomas) una vida regulada i immutable. Un dia, sota la influència de l'alcohol, es casa amb una striptease italiana (Virna Lisi) que no triga a ocupar un lloc en la seva existència. Stanley Ford no somia llavors més que en sortir d'aquesta situació. En els seus còmics, fa cometre a Bash Brannigan l'homicidi de la seva esposa. Mrs. Ford ha desaparegut i el públic comença a pensar que Bash Brannigan és potser un còmic autobiogràfic...

## Repartiment
- Jack Lemmon: Stanley Ford
- Virna Lisi: Mrs. Ford
- Eddie Mayehoff: Harold Lampson
- Claire Trevor: Edna Lampson
- Terry-Thomas: Charles Firbank
- Sidney Blackmer: Jutge Blackstone
- Jack Albertson: Dr. Bentley
- Max Showalter: Tobey Rawlins
- Alan Hewitt: Fiscal
- Mary Wickes: Secretari de Harold
- Barry Kelley: Membre del Club
- William Bryant: Treballador de la construcció
- Charles Bateman: Membre del Club
- Edward Faulkner: Membre del Club
- Lauren Gilbert: Membre del Club
- Howard Wendell: Jutge
- Khigh Dhiegh: Actor
- K.C. Townsend: Noia a la festa

## Premis i nominacions
Nominacions
- 1966: BAFTA al millor actor estranger per Jack Lemmon

## Al voltant de la pel·lícula
Els còmics de la sèrie Bash Brannigan que apareixen al film van ser fets per Mel Keefer.